# النظرية الأدبية (مجلة)
هي مجلة أكاديمية مزدوجة التعمية، روجعت من قبل النظراء وتم نشرها من قِبل "والتر دي جلويتر" منذ عام 2007. المجلة مخصصة للبحث في النظرية الأدبية، وهي تتبنى نهجًا متعدد التخصصات وتتضمن مجموعة متنوعة من النظريات والأساليب. لغات النشر هي الإنجليزية والألمانية. يصحب المجلة موقع ويب "JLTonline" " وهو موقعإليكتروني يقدم مقالات مختارة من المجلة بالإضافة إلى المراجعات ووقائع المؤتمرات وغيرها من المعلومات ذات الصلة بالمجال. تأسست المجلة على يد "فوتيس جانيديس"، و"جيرهارد لوير"، و "سيمون وينكو" في عام 2007.
تم تضمين المجلة في قوائم المجلات، والتي أخُذَت في الاعتبار لتقييم الأبحاث التي أجرتها وزارة البحث الدنماركية ومبادرة التميز الأسترالي في البحث من أجل أستراليا (ERA).

## روابط خارجية
- الموقع الرسمي
- صفحة المجلة في موقع الناشر
- 2006 دعوة للأوراق العلمية والعلوم الإنسانية والاجتماعية عبر الإنترنت